# Brian Dyson
Pour les articles homonymes, voir Dyson (homonymie).
Brian Dyson, né le 7 septembre 1935 en Argentine, est un homme d'affaires américain, connu pour avoir été le président-directeur général de la société Coca-Cola de 1986 à 1991.

## Biographie
Brian Dyson étudie l'économie à la faculté des sciences économiques (en) de l'université de Buenos Aires puis à l'école de commerce de l'université Harvard,.
C'est en 1959, au Venezuela, que Brian Dyson rejoint la maison Coca-Cola avant de s'envoler dans d'autres destinations en Amérique latine. Sa longue carrière culmine lorsqu'il s'empare du groupe, occupant la fonction de Chief Executive Officer de 1986 à 1991,.

## Le discours des cinq boules
Brian Dyson est connu pour son célèbre discours des cinq boules, prononcé le 6 septembre 1996 en ouverture de la 172e cérémonie de remise des diplômes de l'université Georgia Tech,,,. 